# Washington Bullets 1995-1996
La stagione 1995-96 dei Washington Bullets fu la 35ª nella NBA per la franchigia.
I Washington Bullets arrivarono quarti nella Atlantic Division della Eastern Conference con un record di 39-43, non qualificandosi per i play-off.

## Roster
| N° | Naz.                   | Ruolo | Sportivo         | Anno | Alt. | Peso |
| -- | ---------------------- | ----- | ---------------- | ---- | ---- | ---- |
| 1  | Stati Uniti (bandiera) | G     | Greg Grant       | 1966 | 170  | 64   |
| 4  | Stati Uniti (bandiera) | AC    | Chris Webber     | 1973 | 206  | 111  |
| 5  | Stati Uniti (bandiera) | A     | Juwan Howard     | 1973 | 206  | 109  |
| 12 | Stati Uniti (bandiera) | G     | Kevin Pritchard  | 1967 | 191  | 82   |
| 12 | Stati Uniti (bandiera) | G     | Chris Whitney    | 1971 | 183  | 76   |
| 14 | Stati Uniti (bandiera) | G     | Robert Pack      | 1969 | 188  | 82   |
| 15 | Stati Uniti (bandiera) | G     | Mark Price       | 1964 | 183  | 77   |
| 20 | Stati Uniti (bandiera) | G     | Brent Price      | 1968 | 185  | 75   |
| 21 | Stati Uniti (bandiera) | GA    | Ledell Eackles   | 1966 | 196  | 100  |
| 22 | Stati Uniti (bandiera) | C     | Jim McIlvaine    | 1972 | 216  | 109  |
| 23 | Stati Uniti (bandiera) | G     | Tim Legler       | 1966 | 193  | 91   |
| 30 | Stati Uniti (bandiera) | AC    | Rasheed Wallace  | 1974 | 208  | 102  |
| 32 | Stati Uniti (bandiera) | GA    | Mitchell Butler  | 1970 | 196  | 95   |
| 34 | Stati Uniti (bandiera) | GA    | Michael Curry    | 1968 | 196  | 95   |
| 34 | Stati Uniti (bandiera) | AC    | Bob Thornton     | 1962 | 208  | 102  |
| 40 | Stati Uniti (bandiera) | GA    | Calbert Cheaney  | 1971 | 201  | 95   |
| 42 | Stati Uniti (bandiera) | AC    | Cedric Lewis     | 1969 | 208  | 107  |
| 42 | Stati Uniti (bandiera) | A     | Jeff Webster     | 1971 | 203  | 105  |
| 54 | Stati Uniti (bandiera) | C     | Mike Peplowski   | 1970 | 208  | 122  |
| 55 | Stati Uniti (bandiera) | A     | Bob McCann       | 1964 | 198  | 111  |
| 77 | Romania (bandiera)     | C     | Gheorghe Mureșan | 1971 | 231  | 137  |

## Staff tecnico
- Allenatore: Jim Lynam
- Vice-allenatori: Bob Staak, Derek Smith